# Empoasca lipcowa
Empoasca lipcowa är en insektsart som beskrevs av Irena Dworakowska 1982. Empoasca lipcowa ingår i släktet Empoasca och familjen dvärgstritar. Inga underarter finns listade i Catalogue of Life.